# Ardheisker Cottage

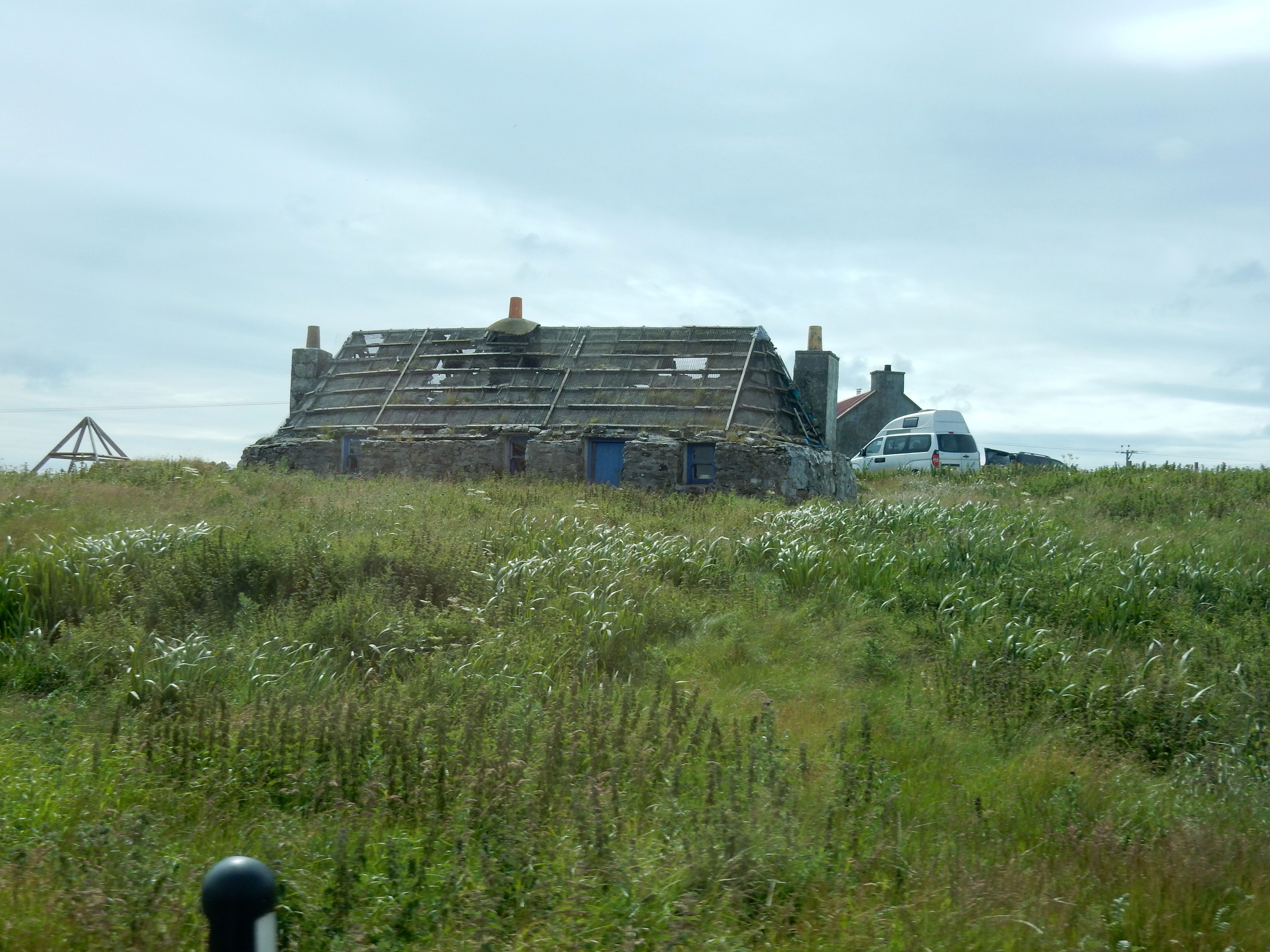
Ardheisker Cottage

Ardheisker Cottage ist ein Cottage auf der schottischen Hebrideninsel North Uist. 1971 wurde das Gebäude in die schottischen Denkmallisten in der höchsten Kategorie A aufgenommen.

## Geschichte
Das Cottage wurde wahrscheinlich im 19. Jahrhundert erbaut. Das exakte Baudatum ist nicht bekannt. Auf der frühesten Karte der Ordnance Survey aus dem Jahre 1878 ist es bereits verzeichnet. 1997 wurde Ardheisker Cottage in das Register gefährdeter denkmalgeschützter Bauwerke in Schottland eingetragen. Zu diesem Zeitpunkt war das Gebäude verwahrlost und stand leer. Es ging in Privatbesitz über, sollte restauriert und in ein Ferienhaus umgebaut werden. Die Arbeiten wurden begonnen, jedoch bis 2012 nicht abgeschlossen. Der Zustand des Gebäudes wurde in diesem Jahr als sehr schlecht und die Gefährdung als hoch eingestuft.

## Beschreibung
Ardheisker Cottage liegt direkt an der A865 an der Westküste North Uists. am Südrand des Weilers Claddach Knockline. Architektonisch entspricht das einstöckige Cottage dem traditionellen Bautyp auf den Hebriden. Die Eingangstür befindet sich in der unsymmetrisch aufgebauten, nach Osten weisenden Vorderseite. Sie wird rechts von einem und links von zwei Fenstern flankiert. Das mächtige Mauerwerk ist nicht verputzt, jedoch gekalkt. Es besteht aus Bruchstein, wobei die Gebäudekanten abgerundet sind. An beiden Enden ragen Schornsteine auf. Das Gebäude schließt mit einem Reetdach ab, das mit Seilen und Steinen gesichert ist. Parallel zu dem Cottage schließt im Südwesten ein Außengebäude an, von dem nur noch die Grundmauern erhalten sind.